# Auf der Mauer, auf der Lauer
Auf der Mauer, auf der Lauer ist ein Kinderlied, das auf dem Prinzip des Lückentextliedes basiert.
Im Verlauf des Liedes wird dabei pro Strophe von den Worten „Wanze“ und „tanzen“ jeweils ein Laut entfernt, bis schließlich eine Pause gemacht werden muss. In einer schwierigeren Variante werden auch „an“ und „kann“ entsprechend verkürzt. Das Lied kann auch als Pfänderspiel verwendet werden: wer beim Weglassen der Laute einen Fehler macht, muss ein Pfand abgeben.
1. Wanze, an, tanzen, kann
2. Wanze, an, tanze, kann – Dieser Schritt wird oft übersprungen.
3. Wanz, an, tanz, kann
4. Wan, an, tan, kann
5. Wa, a, ta, ka
6. W, —, t, k

Der älteste bekannte Druck des Liedes steht bei Georg Lehmann: Nürnberger Kinderlieder in der Zeitschrift Das Bayerland (Jahrgang I, 1890). Ab Beginn des 20. Jahrhunderts ist es auch in Schlesien, Sachsen, Württemberg, Baden und Niederösterreich nachweisbar.
In der DDR wurde das Lied bisweilen mit ironischem Bezug auf die Berliner Mauer und die Stasi gesungen, da der Begriff „Wanze“ umgangssprachlich auch für ein Abhörgerät stehen kann.
Das Lied ist thematisch verwandt mit dem Spiellied Seht einmal die Sackmütz an und dem Trinkritual-Lied Hinterm Ofen liegt ein alter Ranzen.

## Text und Melodie
Auf der Mauer, auf der Lauer

sitzt ’ne kleine Wanze.

Auf der Mauer, auf der Lauer

sitzt ’ne kleine Wanze.

Seht euch nur die Wanze an,

wie die Wanze tanzen kann!

Auf der Mauer, auf der Lauer

sitzt ’ne kleine Wanze.

Auf der Mauer, auf der Lauer

sitzt ’ne kleine Wanz…

Auf der Mauer, auf der Lauer

sitzt ’ne kleine Wanz…

Seht euch nur die Wanz… an,

wie die Wanz… tanz… kann!

Auf der Mauer, auf der Lauer

sitzt ’ne kleine Wanz…

Auf der Mauer, auf der Lauer

sitzt ’ne kleine Wan…

Auf der Mauer, auf der Lauer

sitzt ’ne kleine Wan…

Seht euch nur die Wan… an,

wie die Wan… tan… kann!

Auf der Mauer, auf der Lauer

sitzt ’ne kleine Wan…

Auf der Mauer, auf der Lauer

sitzt ’ne kleine Wa…

Auf der Mauer, auf der Lauer

sitzt ’ne kleine Wa…

Seht euch nur die Wa… a...,

wie die Wa… ta… ka...!

Auf der Mauer, auf der Lauer

sitzt ’ne kleine Wa…

Auf der Mauer, auf der Lauer

sitzt ’ne kleine W…

Auf der Mauer, auf der Lauer

sitzt ’ne kleine W…

Seht euch nur die W… ...,

wie die W… t… k...!

Auf der Mauer, auf der Lauer

sitzt ’ne kleine W…

Auf der Mauer, auf der Lauer

Sitzt ’ne kleine …

Auf der Mauer, auf der Lauer

Sitzt ’ne kleine …

Seht euch nur die … ...,

wie die … … ...!

Auf der Mauer, auf der Lauer

sitzt ’ne kleine …